# Japan i olympiska sommarspelen 1956
Japan deltog med 110 deltagare vid de olympiska sommarspelen 1956 i Melbourne. Totalt vann de fyra guldmedaljer, tio silvermedaljer och fem bronsmedaljer. Dessutom slog man ut Sverige ur fotbollsturneringen.

## Medaljer

### Guld
- Shozo Sasahara - Brottning, fristil, fjädervikt.
- Mitsuo Ikeda - Brottning, fristil, weltervikt.
- Takashi Ono - Gymnastik, räck.
- Masaru Furukawa - Simning, 200 meter bröstsim.

### Silver
- Shigeru Kasahara - Brottning, fristil, lättvikt.
- Nobuyuki Aihara, Akira Kono, Masami Kubota, Takashi Ono, Masao Takemoto och Shinsaku Tsukawaki - Gymnastik, mångkamp.
- Takashi Ono - Gymnastik, mångkamp.
- Nobuyuki Aihara - Gymnastik, fristående.
- Takashi Ono - Gymnastik, bygelhäst.
- Masumi Kubota - Gymnastik, barr.
- Tsuyoshi Yamanaka - Simning, 400 meter frisim.
- Tsuyoshi Yamanaka - Simning, 1500 meter frisim.
- Masahiro Yoshimura - Simning, 200 meter bröstsim.
- Takashi Ishimoto - Simning, 200 meter fjäril.

### Brons
- Masao Takemoto - Gymnastik, ringar.
- Masumi Kubota - Gymnastik, ringar.
- Takashi Ono - Gymnastik, barr.
- Masao Takemoto - Gymnastik, barr.
- Masao Takemoto - Gymnastik, räck.